# رود تاکانو
رود تاکانو (به لاتین: Takano River) یک رود در ژاپن است که در ساکیو، کیوتو واقع شده‌است.